# Golfo Aranci
Golfo Aranci este o comună din provincia Sassari, regiunea Sardinia, Italia, cu o populație de 2.365 locuitori (1 ianuarie 2023) și o suprafață de 37,43 km².

## Demografie
Golfo Aranci - evoluția demografică

|  | Graficele sunt indisponibile din cauza unor probleme tehnice. Mai multe informații se găsesc la Phabricator și la wiki-ul MediaWiki. |

Date: Recensăminte sau birourile de statistică - grafică realizată de Wikipedia